# Julian Zinkow
Julian Zinkow (ur. 3 maja 1931 w Pińczowie, zm. 8 grudnia 2019 roku w Krakowie) – polski dziennikarz, krajoznawca, autor publikacji krajoznawczych poświęconych głównie okolicom Krakowa, w tym kilkudziesięciu popularnych przewodników turystycznych i monograficznych, działacz PTTK, inicjator akcji popularyzujących turystykę m.in. w 1973 „Nie siedź w domu, idź na wycieczkę” (trwa do dziś).
Absolwent z 1950 Gimnazjum i Liceum im. Króla Jana III Sobieskiego w Krakowie. Studiował dziennikarstwo na Uniwersytecie Jagiellońskim. W latach 1964–1979 pracował z Zarządzie Wojewódzkim PTTK w Krakowie.

## Publikacje
- Dolinki podkrakowskie, Kraków: Krajowa Agencja Wydawnicza RSW „Książka, Prasa, Ruch”, 1973
- Dolinki podkrakowskie, Kraków: Krakowski Ośrodek Informacji i Reklamy Turystycznej „Wawel-Tourist”, 1978
- Informator turystyczny powiatu chrzanowskiego Kraków: Wydawnictwo Artystyczno-Graficzne RSW „Prasa-Książka-Ruch”, 1968
- Informator turystyczny powiatu chrzanowskiego i miasta Jaworzna Kraków: Wojewódzki Ośrodek Informacji Turystycznej, 1974
- Informator turystyczny powiatu krakowskiego Kraków: Wydawnictwo Artystyczno-Graficzne RSW „Prasa”: Wojewódzki Ośrodek Informacji Turystycznej: na zlec. WKKFiT, 1967
- Krakowskie i jurajskie (wybór) podania, legendy, zwyczaje, wyd. 2 popr. i uzup., Kraków: Wydawnictwo Platan, 1994
- Krakowskie podania, legendy i zwyczaje: fikcja, mity, historia, Kraków: Wydawnictwo Verso, 2004
- Krakowskie podania, legendy i zwyczaje: fikcja, mity, historia wyd. 2 zm. Kraków: Wydawnictwo Verso, 2005
- Krakowskie podania, legendy i zwyczaje: fikcja, mity, historia wyd. 3 uzup. Kraków: Wydawnictwo Verso, 2007
- Krakowskie podania, legendy i zwyczaje: (oraz wybór podań i legend jurajskich), Kraków: Wydawnictwo „Platan”, 1993
- Kraków i okolice: teren geograficznych i krajoznawczych wycieczek szkolnych (współautor Tadeusz Gaweł), Warszawa: Wydawnictwa Szkolne i Pedagogiczne, 1979
- Kraków i okolice: teren geograficznych i krajoznawczych wycieczek szkolnych (współautor Tadeusz Gaweł), Warszawa: Wydawnictwa Szkolne i Pedagogiczne, 1986
- Kraków: spacery po mieście i okolicach (współautor: Emilia Krzyżanowska-Kalkowska), Kraków: Krajowa Agencja Wydawnicza, 1978
- Kraków: Spaziergänge durch die Stadt und Umgebung (współautor: Emilia Krzyżanowska-Kalkowska), Kraków: Krajowa Agencja Wydawnicza, 1978
- Kraków: trasy podmiejskie: [przewodnik], Kraków: Wydawnictwo Artystyczno-Graficzne, 1966
- Krzeszowice i okolice: przewodnik turystyczny, Warszawa; Kraków: Wydaw. PTTK „Kraj”, 1988
- Las Wolski i okolice: informator turystyczny Warszawa: Wydawnictwa Akcydensowe, 1978
- Małopolska południowo-zachodnia: przewodnik (współautorzy: Andrzej Matuszczyk, Norbert Orliński), Warszawa: „Sport i Turystyka”, 1991 (seria: Przewodniki po Regionach; nr 13)
- Nie siedź w domu idź na wycieczkę, Kraków: Centralny Ośrodek Informacji Turystycznej, 1985
- Ojców - Pieskowa Skała Kraków: Wojewódzki Ośrodek Informacji Turystycznej, 1976
- Ojców - Pieskowa Skała Kraków: Krakowski Ośrodek Informacji i Reklamy Turystycznej „Wawel-Tourist”, 1976
- Orle gniazda i warownie jurajskie: szlaki turystyczne, wyd. 2, Warszawa: „Sport i Turystyka”, 1977
- Orle gniazda i krajobrazy jurajskie: szlaki turystyczne Warszawa: „Sport i Turystyka”, 1983
- Orle gniazda i krajobrazy jurajskie wyd. 4 popr. i uzup., Warszawa: „Sport i Turystyka”, 1988
- Parki krajobrazowe - „Orlich Gniazd” i „Stawki” Częstochowa: Centralny Ośrodek Informacji Turystycznej, 1986
- Podania i legendy szlaku jurajskiego: od Wielunia po Ogrodzieniec, Pilicę Częstochowa: COIT; Warszawa: „Omnipress”, 1986
- Podkrakowskie wycieczki Kraków: „Wawel-Tourist”, 1977
- Pogórze Wielickie Kraków: Krajowa Agencja Wydawnicza: nakładem Ośrodka Informacji Turystycznej, 1975
- Rowerem po województwie częstochowskim Częstochowa: Centralny Ośrodek Informacji Turystycznej. Oddział, 1984
- Szlak Jury Wieluńskiej Częstochowa: Centralny Ośrodek Informacji Turystycznej, 1983
- Szlak Jury Wieluńskiej wyd. 2 popr. i uzup., Częstochowa: Centralny Ośrodek Informacji Turystycznej, 1988
- Szlak Orlich Gniazd: Wyżyna Krakowsko-Częstochowska: przewodnik Warszawa: „Sport i Turystyka”, 1971
- Szlakiem Kościuszki, Kraków: Wydawnictwo Artystyczno-Graficzne, 1973
- Turystyczne spotkania z przyrodą: informator turystyczny Warszawa: Wydawnictwa Akcydensowe, 1978
- Tyniec i Wzgórza Tynieckie: informator turystyczny Kraków: Krakowski Ośrodek Informacji i Reklamy Turystycznej „Wawel-Tourist”: Wydawnictwa Akcydensowe, 1978
- Województwo miejskie krakowskie Kraków: Krajowa Agencja Wydawnicza, 1981 (seria: Vademecum Turystyczne)
- Wycieczki koleją w okolice Krakowa: przewodnik turystyczny Warszawa; Kraków: Wydawnictwo PTTK „Kraj”, 1982
- Wycieczki w okolice Krakowa Kraków: Agencja Artystyczno-Graficzna: Wojskowy Ośrodek Informacji Turystycznej, 1972
- Wyżyna Krakowska: panorama turystyczna Warszawa: Krajowa Agencja Wydawnicza, 1983
- Zamek „Ogrodzieniec” i Góra Janowskiego: zarys monograficzny [Kraków]: Polskie Towarzystwo Turystyczno-Krajoznawcze, 1973
- Zespół Jurajskich Parków Krajobrazowych Ojcowski Park Narodowy: przewodnik przyrodniczo-krajoznawczy. Cz. 1, Park Krajobrazowy Stawki, Park Krajobrazowy Orlich Gniazd Warszawa: Wydawnictwo PTTK „Kraj”, 1990
- Zespół Jurajskich Parków Krajobrazowych Ojcowski Park Narodowy: przewodnik przyrodniczo-krajoznawczy. Cz. 2, Ojcowski Park Narodowy, Dłubniański Park Krajobrazowy, Park Krajobrazowy „Dolinki Krakowskie”, Tenczyński Park Krajobrazowy, Rudniański Park Krajobrazowy, Bielańsko-Tyniecki Park Krajobrazowy, Warszawa: Wydawnictwo PTTK „Kraj”, 1990

### Seria monografii
"Seria przewodników monograficznych Juliana Zinkowa po okolicach Krakowa” (do nr 4 tytuł serii: Przewodnik Monograficzny)
1. Myślenice i okolice: (Dobczyce, Sułkowice): monograficzny przewodnik turystyczny i krajoznawczy po wschodniej części Beskidu Średniego oraz po przyległym rejonie Pogórza Wielickiego, Kraków, 1993 (seria: Przewodnik Monograficzny; nr 1)
2. Oświęcim i okolice: (Brzeszcze, Chełmek, Kęty, Wilamowice, Zator): monograficzny przewodnik turystyczny i krajoznawczy po wschodniej części Kotliny Oświęcimskiej, Oświęcim: Centrum Informacji, Spotkań, Dialogu, Wychowania i Modlitwy: Galicyjska Księgarnia i Antykwarnia, 1994 (seria: Przewodnik Monograficzny nr 2)
3. Wokół Tyńca i Skawiny: przewodnik monograficzny Kraków: Wydawnictwo Platan, 1995 (seria: Przewodnik Monograficzny nr 3)
4. Wokół Niepołomic i Puszczy Niepołomickiej: monograficzny przewodnik turystyczny i krajoznawczy po zachodniej części Kotliny Sandomierskiej: mapki i plan Niepołomic, Niepołomice: Urząd Miasta i Gminy, 1997 (seria: Przewodnik Monograficzny nr 4)
5. Wokół Kalwarii Zebrzydowskiej i Lanckorony: monograficzny przewodnik turystyczny i krajoznawczy po zachodnich częściach Beskidu Średniego i Pogórza Wielickiego: mapki tras turystycznych oraz plany Kalwarii Zebrzydowskiej, Lanckorony i „dróżek kalwaryjskich”, Kalwaria Zebrzydowska: „Calvarianum”, 2000 („Seria przewodników monograficznych Juliana Zinkowa po okolicach Krakowa” nr 5)
6. Wadowice i okolice: monograficzny przewodnik turystyczny i krajoznawczy po zachodniej części Pogórza Wielickiego oraz po wschodnich częściach Pogórza Śląskiego, Kotliny Oświęcimskiej i Beskidu Małego, Wadowice: „Grafikon”, 2001 („Seria Przewodnik Monograficzny / Julian Zinkow nr 6)
7. Wokół Krzeszowic i Alwerni wśród podkrakowskich dolinek, cz. 1 Kraków: Wydawnictwo Verso, 2008 („Seria przewodników monograficznych Juliana Zinkowa po okolicach Krakowa” nr 7)
8. Wokół Niepołomic i Puszczy Niepołomickiej: monograficzny przewodnik turystyczny i krajoznawczy po zachodniej części Kotliny Sandomierskiej (wyd. 2 zm), Niepołomice: Urząd Miasta i Gminy, 2009 („Seria przewodników monograficznych Juliana Zinkowa po okolicach Krakowa” nr 8)
9. Wokół Czernichowa, Liszek, Zabierzowa i Wielkiej Wsi: wśród podkrakowskich dolinek. Cz. 2, Kraków: Avalon, 2010 („Seria przewodników monograficznych Juliana Zinkowa po okolicach Krakowa nr 9)[3][4]